# Bạo loạn Gojra 2009
Vụ bạo động tại Gojra năm 2009 là một loạt vụ tấn công nhằm vào người Thiên Chúa giáo ở khu phố Gojra tại tỉnh Punjab thuộc vùng đông Pakistan. Hậu quả là tám người Thiên Chúa giáo thiệt mạng kể cả bốn phụ nữ và một đức trẻ.

## Sơ khởi
Pakistan là quốc gia có đông đảo người theo giáo phái Hồi giáo Sunni trong khi người theo Thiên Chúa giáo là một thiểu số rất nhỏ, khoảng 1,6% dân số. Tuy hai bên đã sống hòa thuận với nhau, từ sau ngày xảy ra cuộc tấn công ngày 11 tháng 9 năm 2001 ở Hoa Kỳ, các thành phần thân Taliban thỉnh thoảng vẫn tấn công các nhà thờ cũng như tín đồ Thiên Chúa giáo, cáo buộc rằng họ có cảm tình với Washington DC.

## Đụng độ
Thành phần thuộc một tổ chức Hồi giáo bị cấm hoạt động đã đốt nhà các tín đồ Thiên Chúa giáo trong thành phố Gorja ở vùng Punjabi ngày 30/7, 2009, tiếp theo sau tin đồn nói rằng họ có hành động xúc phạm đến trang kinh thánh Koran. Các cuộc đụng độ giữa những người theo Thiên Chúa giáo và Hồi giáo đã gia tăng cường độ ngày 1/8. "Những tin đồn này hoàn toàn sai sự thật," theo lời bộ trưởng sắc tộc thiểu số Shahbaz Bhatti cho báo chí biết. Shahbaz cũng xác nhận rằng đã đến tận Gojra ngày 31/7 và yêu cầu cảnh sát bảo vệ cho những tín đồ Thiên Chúa giáo đang bị đe dọa. Ông cáo buộc cảnh sát đã không nghe theo lệnh của ông và hàng trăm người thuộc thành phần Hồi giáo quá khích ngày 1/8 đã đốt thêm các nhà của tín đồ Thiên Chúa giáo, khiến tám tín đồ Thiên Chúa giáo thiệt mạng, trong số có bốn phụ nữ và một trẻ em. Các hình ảnh chiếu trên đài truyền hình cho thấy nhà cửa bị đốt cháy và đường sá đầy những đống đổ nát, các nhóm người cuồng nộ xuất hiện khắp nơi. Theo nguồn tin từ giới truyền thông địa phương, có nổ súng giữa cộng đồng Hồi giáo và Thiên Chúa giáo, và đường xe lửa đến nơi này đã bị phía bạo loạn ngăn trở. Những kẻ tấn công thuộc tổ chức Sipah-e-Sahaba, bị chính phủ Pakistan đặt ra ngoài vòng pháp luật vì đã mở ra các cuộc tấn công bằng bom ở các địa điểm công cộng tại Pakistan trong những năm gần đó.